# Gare de Breteuil-Embranchement
La gare de Breteuil-Embranchement est une gare ferroviaire française de la ligne de Paris-Nord à Lille. Elle est située dans le hameau de Breteuil-Embranchement, sur le territoire de la commune de Bacouël, près de Breteuil, dans le département de l'Oise, en région Hauts-de-France.
Elle est mise en service en 1846 par la Compagnie des chemins de fer du Nord.
C'est une halte voyageurs de la Société nationale des chemins de fer français (SNCF), desservie par des trains TER Hauts-de-France qui effectuent des missions entre les gares de Paris-Nord et Amiens.

## Situation ferroviaire
Établie à 105 mètres d'altitude, la gare de bifurcation de Breteuil-Embranchement est située au point kilométrique (PK) 94,852 de la ligne de Paris-Nord à Lille entre les gares ouvertes de Gannes et La Faloise. Elle est également l'origine de la courte ligne de Breteuil-Embranchement à Breteuil-Ville utilisée pour le fret.

## Histoire
La « station de Breteuil » est officiellement mise en service le 21 juin 1846 par la Compagnie des chemins de fer du Nord, lorsqu'elle ouvre à l'exploitation sa ligne de Paris à Lille et Valenciennes. Elle est établie au village de Bacouël, sur la route de Montdidier à Breteuil, entre les stations de Saint-Just-en-Chaussée et d'Ailly-sur-Noye, à environ 112 kilomètres de Paris. Des voitures, en correspondance avec le chemin de fer, desservent alors Saint-Quentin, Eu, Beauvais, Crèvecœur et Montdidier,.
Le 9 mars 2015, cette gare est devenue un point d'arrêt non géré du fait de la fermeture de son bâtiment voyageurs.

### Projets
En 2019, la région Hauts-de-France a demandé à la SNCF d'étudier la possibilité de rouvrir, vers 2021, une partie du bâtiment de la gare au service voyageurs après sa rénovation, évaluée à 753 000 €, afin de proposer un meilleur abri aux usagers,. Cela devrait aboutir à la cession à l'intercommunalité d'une partie dudit bâtiment, où pourrait être aménagé un local pour des producteurs locaux assurant de la vente en direct, ou un espace de coworking, ainsi que la mise en place d'un parking accueillant.

## Fréquentation
Selon les estimations de la SNCF, la fréquentation annuelle de la gare s'élève aux nombres indiqués dans le tableau ci-dessous.
| Année               | 2023   | 2022   | 2021   | 2020   | 2019   | 2018   | 2017   | 2016   | 2015   |
| ------------------- | ------ | ------ | ------ | ------ | ------ | ------ | ------ | ------ | ------ |
| Nombre de voyageurs | 47 637 | 43 095 | 35 539 | 30 912 | 41 007 | 36 295 | 36 651 | 36 570 | 39 090 |

Par ailleurs, en 2019, la fréquentation de la gare est évaluée à 150 voyageurs journaliers.

## Service des voyageurs

### Accueil
Halte SNCF, c'est un point d'arrêt non géré (PANG) à entrée libre. Elle est notamment équipée d'automates pour l'achat de titres de transport. Un souterrain permet le passage d'un quai à l'autre.

### Desserte
Breteuil-Embranchement est desservie par des trains TER Hauts-de-France de la ligne C10, reliant Paris-Nord à Amiens, et de la ligne P10, reliant Amiens à Creil.

### Intermodalité
Un parking est disponible. La gare est desservie par les lignes 619, 624, 6103 et 6122 du réseau interurbain de l'Oise.

## Service des marchandises
Cette gare est ouverte au service du fret. Elle dispose de voies de service.

## Galerie de photographies

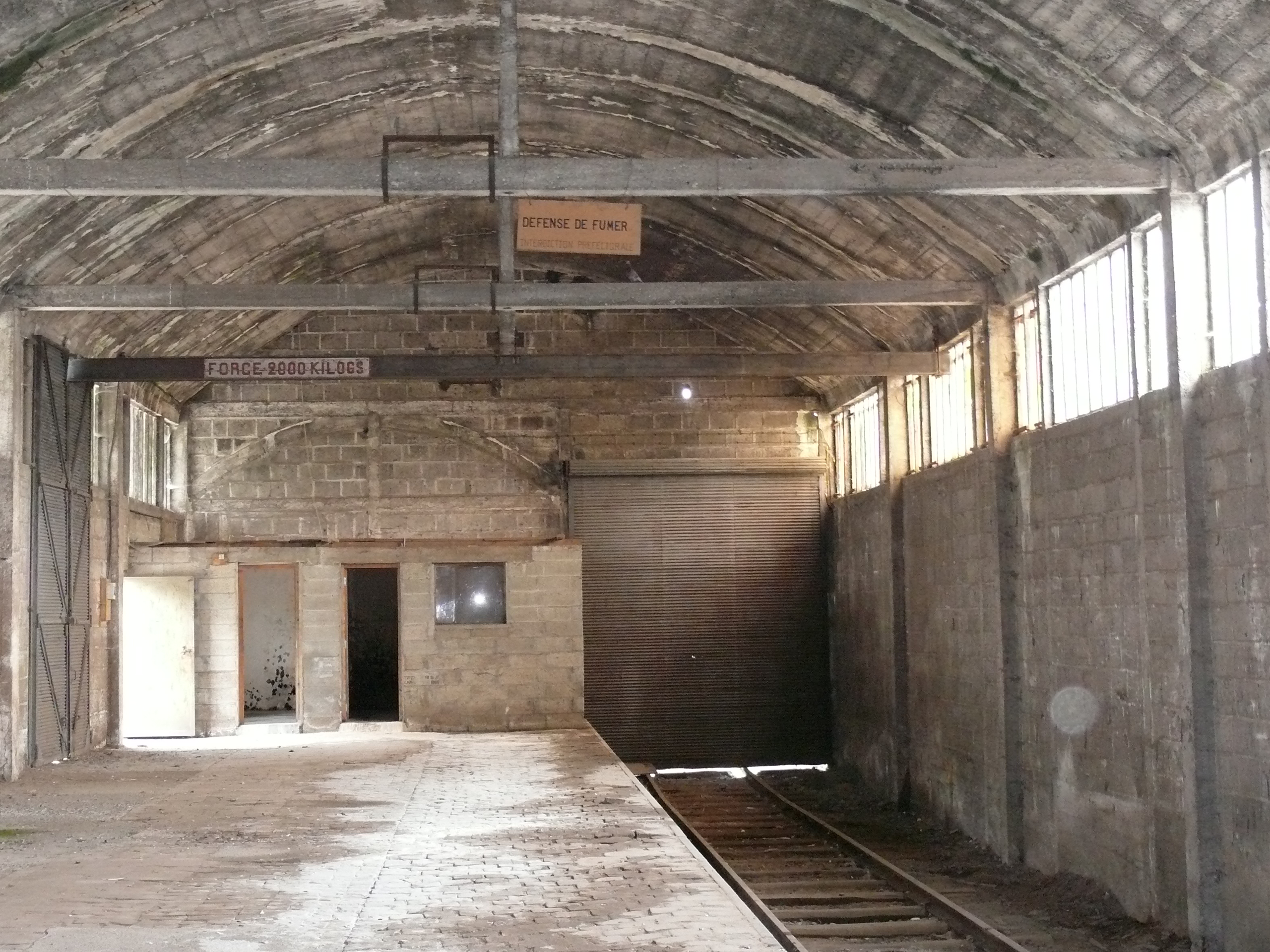
Intérieur de la halle à marchandises, vu en 2008. Elle a ultérieurement[Quand ?] été détruite.
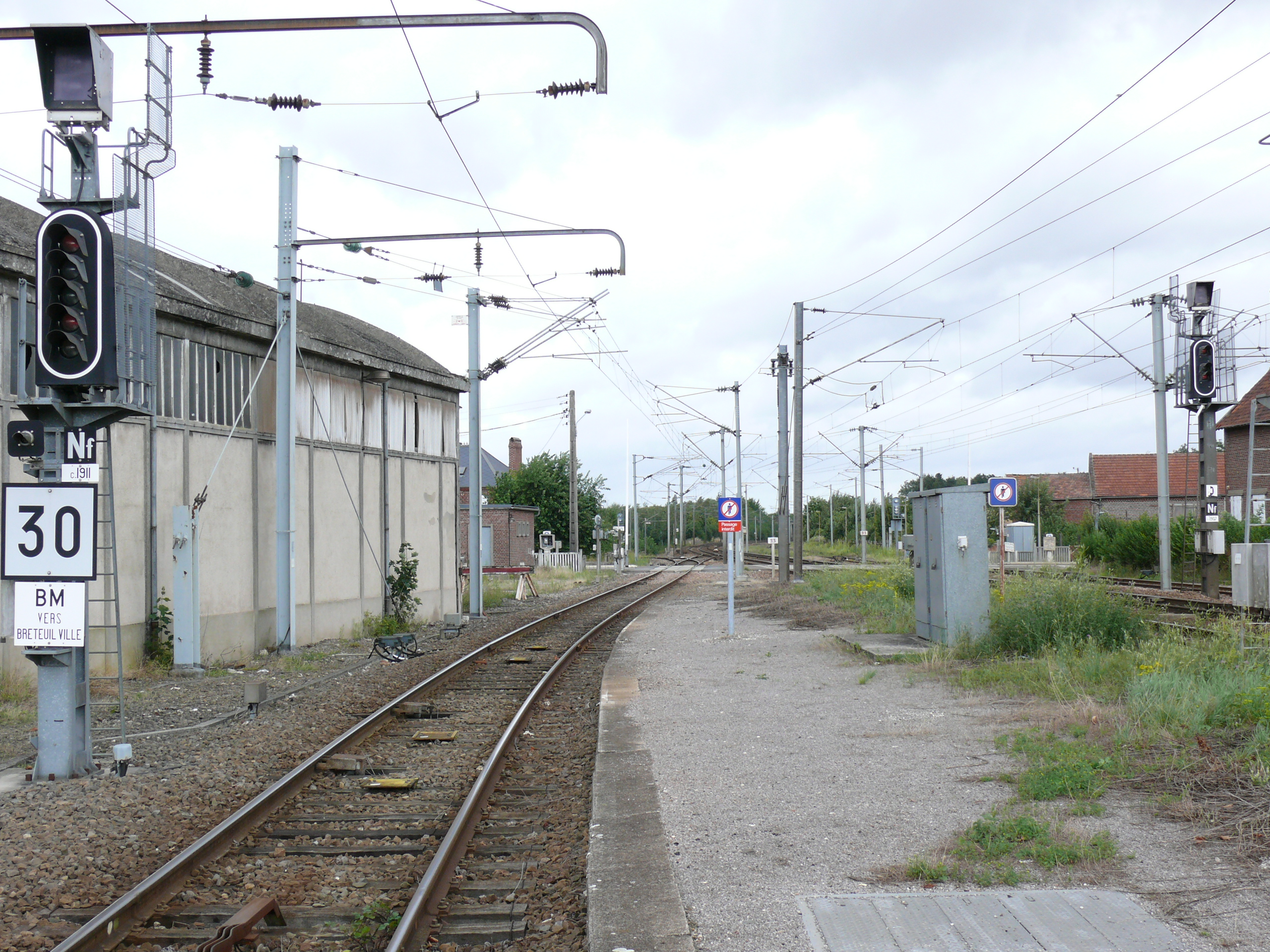
Vue de l'avant-gare, côté Longueau, en 2008. On distingue au fond, au centre, la bifurcation vers Breteuil-Ville.
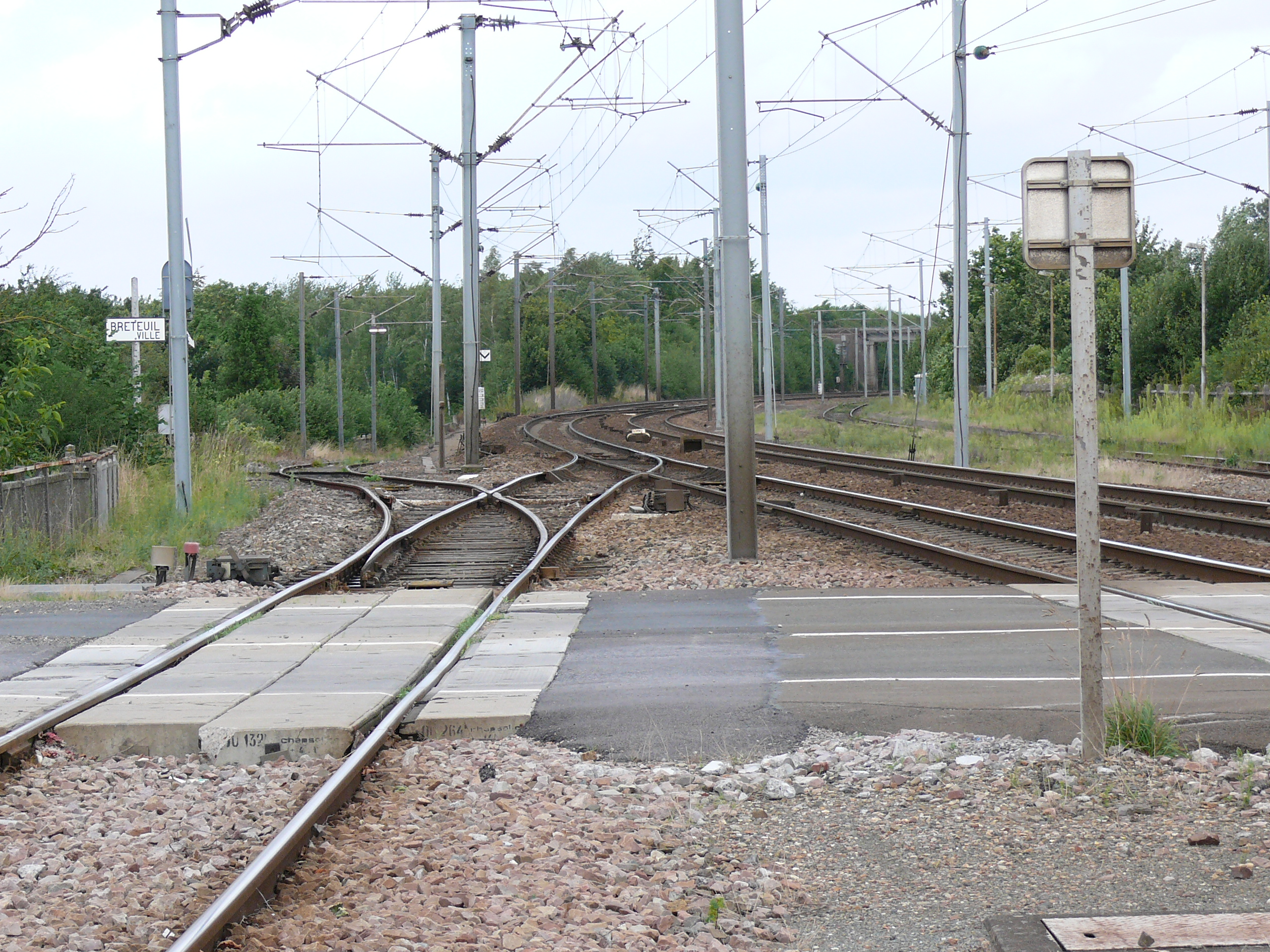
La bifurcation de Breteuil-Embranchement, vue en 2008 : à gauche, l'embranchement vers Breteuil-Ville.
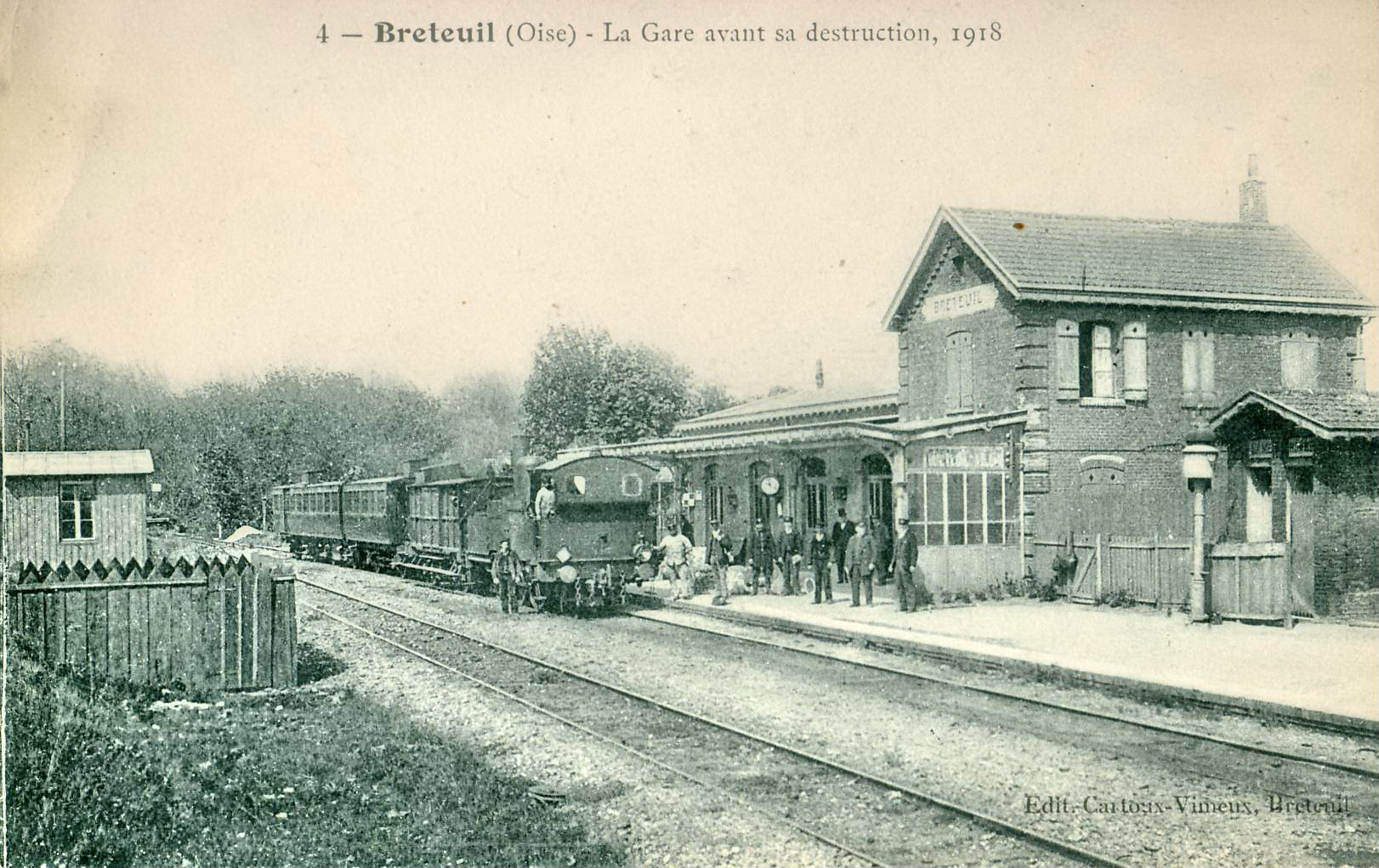
La gare de Breteuil-Ville au début du XXe siècle, terminus de l'embranchement qui justifie le nom de la gare.